# Lars Voskuil
Lars Hjalmar Voskuil (Amsterdam, 1967) is een Nederlands politicus en bestuurder. Hij is lid van de PvdA.

## Lokale en regionale politiek
Voskuil was van 2006 tot en met 2015 namens de PvdA gemeenteraadslid en fractievoorzitter in Naarden. Na de gemeentefusie van 1 januari 2016 van Naarden met Bussum en Muiden in Gooise Meren was hij dat daar tot 2018. Van 2016 tot 2017 was hij bovendien namens de PvdA duo-commissielid van Noord-Holland. Hij had daar zitting in de Statencommissie Ruimte, Wonen en Water en was woordvoerder op het gebied van ruimte en wonen.
Voskuil was vervolgens van 2017 tot 2021 namens de PvdA Statenlid van Noord-Holland. Hij was lid van de Statencommissie Ruimte, Wonen en Klimaat en van het presidium. Vanaf 2019 was hij fractievoorzitter van de PvdA in Noord-Holland. Daarnaast was hij als mediator actief op het gebied van zorg en overheid en was hij vaccinatiemedewerker bij de GGD Gooi en Vechtstreek. Op 23 augustus 2021 nam hij afscheid als Statenlid van Noord-Holland.

## Burgemeester van Bergen NH
Voskuil werd op 29 juni 2021 door de gemeenteraad van het Noord-Hollandse Bergen voorgedragen als nieuwe burgemeester, waarna de minister van Binnenlandse Zaken en Koninkrijksrelaties besloot hem voor te dragen voor benoeming bij koninklijk besluit met ingang van 8 september 2021. Op die dag vond de installatie plaats en werd Voskuil beëdigd door Arthur van Dijk, de commissaris van de Koning in Noord-Holland.
Op 8 oktober 2024 is er unaniem een motie van wantrouwen aangenomen tegen Voskuil in de gemeenteraad van Bergen, geïnitieerd door D66. Hij heeft besloten om zijn taken neer te leggen. Voskuil werd met verlof gestuurd door de commissaris van de Koning in Noord-Holland. De commissaris stelde Koen Petersen aan als verkenner om de verstoorde bestuurlijke verhoudingen te onderzoeken en in januari 2025 verslag te doen. De commissaris besloot Marjan van Kampen-Nouwen te benoemen tot waarnemend burgemeester voor de periode 12 november 2024 tot en met 31 januari 2025. Eind januari 2025 heeft Voskuil aan de gemeenteraad laten weten dat hij per 1 februari 2025 ontslag heeft aangevraagd bij de koning.

## Privéleven
Voskuil heeft enige tijd geneeskunde en rechten gestudeerd aan de Universiteit van Amsterdam, maar heeft beide studies niet afgerond. Voskuil is getrouwd en heeft een dochter en zoon.